# Sergio Alemparte Aldunate
Sergio Alemparte Aldunate (Viña del Mar, 10 de diciembre de 1927-Santiago, 22 de mayo de 2021) fue un arquitecto chileno, fundador de la oficina Alemparte & Barreda arquitectos, junto con Ernesto Barreda Fabres.

## Primeros años de vida
Hijo de Miguel Alemparte Ureta e Inés Aldunate Errázuriz, pasó su niñez con su abuelo materno Carlos Aldunate Solar, quien fue ministro de Relaciones Exteriores y senador, casado con Pelagia Errázuriz Echaurren, hermana e hija de los presidentes Federico Errázuriz Zañartu y Federico Errázuriz Echaurren. Fue bisnieto del Intendente de Concepción en 1835, José Antonio Alemparte Vial.
Su madre, Inés Aldunate Errázuriz, trabajó en El Diario Ilustrado, periódico del Partido Conservador, lo que combinaba con acción social y comunitaria en sectores populares muy intensa.
Desde muy pequeño recibió el influjo de las artes y la arquitectura de su pariente Josué Smith Solar, destacado arquitecto chileno, quien construyera la Casa Del Solar para el citado Carlos Aldunate y que hoy es sede la municipalidad de Zapallar. 
Estudió arquitectura en la Pontificia Universidad Católica de Chile, titulándose en 1951.

### Matrimonios e hijos
En 1951 contrajo matrimonio en primeras nupcias con María Gabriela Rojas Palma, con quien tuvo 4 hijos: José Gabriel, Juan Sebastián, Sergio y Francisco. Se casó por segunda vez con Ileana Goytisolo Radulescu, en 1971.

## Vida pública
En 1953 fundó Alemparte & Barreda Arquitectos junto a su socio, el pintor y arquitecto chileno, Ernesto Barreda Fabres (1927-2014).
En su ejercicio profesional Alemparte fue probablemente uno de los arquitectos chilenos que más metros cuadrados construyó en Chile, basándose en vivienda unifamiliar, pero más tarde en grandes proyectos arquitectónicos, que siempre incluyeron la existencia de obras de arte. Conocida es la invitación que Alemparte le hizo en Madrid, al escultor nacional y premio nacional Federico Assler con el fin de volver a Chile y desarrollar su obra en varios edificios, entre ellos, el edificio Forum en Santiago. 
En 60 años de sociedad, Alemparte & Barreda participaron en numerosas obras importantes de la arquitectura del Chile contemporáneo como la Torre Santa María, los hoteles Hyatt Santiago, Sheraton San Cristóbal Towers, Ritz Carlton Santiago, Clínica Santa María y Clínica Las Condes, así como el Hospital Naval y el edificio Costanera Center en asociación con el arquitecto argentino norteamericano, César Pelli, de Pelli Clarke Pelli Architects, por nombrar algunas.
Trabajó en diversos proyectos en Estados Unidos, Japón y América Latina. La sociedad, que con el tiempo pasó a llamarse Alemparte Barreda Wedeles Besançon y Asociados (ABWB), la han integrado, además de sus fundadores, Manuel Wedeles Grez, Yves Besançon Prats y, hasta 1999 inclusive, el hijo de Sergio, José Gabriel Alemparte, quien en el año 2000 formó, junto con Patricio Morelli, la oficina Alemparte Morelli & Asociados Arquitectos.
Falleció en Santiago, el 22 de mayo de 2021 a los 93 años de edad. A su fallecimiento le sobreviven 4 hijos, 12 nietos y 9 bisnietos.

### Obras
Entre las obras de Alemparte Barreda y Asociados realizadas en Chile pueden citarse:
- Hotel Sheraton San Cristóbal Towers, Santiago, 1971.
- Torre Santa María, Santiago, 1980.
- Hotel Crowne Plaza, Santiago, 1981.
- Hotel Park Plaza, Santiago, 1988.
- Hotel Marbella Resort, Zapallar, 1991.
- Hotel Hyatt Regency, Santiago, 1992.
- Edificio Birmann 24, avenida Mariano Sánchez Fontecilla (n.º 310) con Callao, Santiago, 1999.
- Clínica Santa María: remodelación de la clínica existente y construcción de dos nuevos edificios, Santiago.
- Hotel Ritz Carlton Santiago, Alcalde con Apoquindo, Las Condes, 2002.
- Hotel Sheraton Miramar, Viña del Mar, 2005.
- Hotel Intercontinental, Santiago, 2011.
- Clínica Universidad de Los Andes, Santiago, 2014.
- Renovación y nuevo Edificio Teletón, Santiago, 2017.